# Sniper: Ghost Warrior 2
Sniper: Ghost Warrior 2 est un jeu vidéo de tir tactique développé et édité par City Interactive sur Windows, PlayStation 3 et Xbox 360 en 2013.

## Campagne

### Acte 1: OpérationQuarterback
Le Capitaine Cole Anderson, sniper du Corps des Marines, est envoyé aux Philippines avec l'Agent Mike Diaz de la CIA, son observateur, ainsi qu'une équipe d'assaut pour récupérer une cargaison d'arme biologique volée à la Russie par des mercenaires qui veulent la revendre à des terroristes. En sabotant un radar qui risque de compliquer sérieusement leur mission, ils tombent sur des communications faisant état d'un agent de l'antiterrorisme capturé par les mercenaires. Couvert par Anderson, le commando parvient à sauver l'otage. Peu après, ils arrivent au lieu de vente de l'arme biologique, où le chef des mercenaires n'est autre que Merinov, une vieille connaissance de l'équipe. Mais alors qu'ils s'apprêtent à passer à l'assaut, les soldats sont attaqués par surprise par un sniper inconnu, et sont capturés avec Diaz. Cole reçoit l'ordre de se concentrer sur les armes biologiques, mais choisit à la place de sauver Diaz après avoir assisté à l'exécution de son équipe.

### Acte 2: OpérationArchange
Anderson est jeté en prison pour avoir désobéi aux ordres. Là, il se rappelle la mission où il a rencontré Merinov. En Bosnie en 1993, Anderson et son observateur, Carl Maddox, sont envoyés à Sarajevo rejoindre un petit escroc du nom de Merinov. Ce dernier doit les conduire à un point de vue d'où ils pourront prendre des photos des crimes de guerre des forces serbes, menées par le Commandant Marko Vladić. En voyant les atrocités commises, Maddox pête les plombs et exige que Merinov les mène à Vladić, qu'Anderson élimine. Mais arrivé au point d'extraction, Merinov révèle qu'il les a trahis au profit des forces serbes qui les capturent. Anderson parvient à se libérer et cherche à récupérer son observateur avant que Merinov ne puisse le balader à la face du monde en le présentant comme un agresseur. Mais quand il aperçoit Maddox, ce dernier n'est en rien prisonnier. De fait, il apprend de Diaz et du Commandement que Maddox les a piégés pour qu'ils descendent Vladić afin que lui et Merinov puissent récupérer les cargaisons du trafic d'armes qu'ils organisaient. Anderson élimine finalement Maddox.

### Acte 3: Opération Nuage d'Orage
Diaz vient sortir Anderson de prison et l’emmène avec lui au Tibet, où Merinov va vendre ses armes biologiques à un fanatique du Cachemire qui veut déclencher une guerre entre l'Inde et le Pakistan, deux puissances nucléaires, ce qui profitera au trafic de Merinov. En allant au point de surveillance, ils perdent leurs armes dans un accident de terrain. Après avoir récupéré leur équipement et fui les cavernes en effondrement, ils atteignent la tour surplombant le lieu de vente, où Merinov arrive en hélicoptère. Cependant, une autre personne descend avec lui: Maddox, qui a survécu au tir en Bosnie. Ce dernier repère Anderson et Diaz et prévient les Mercenaires. Merinov tente d'éliminer l'équipe avec son hélico, mais Anderson le tue à travers le cockpit. Toutefois, Maddox survit au Crash, et la mission se termine par un duel de sniper, à la fin duquel Anderson tue Maddox pour de bon.

## Accueil
- Canard PC : 3/10[1]
- Destructoid : 3/10[2]
- Electronic Gaming Monthly : 4/10[3]
- Game Informer : 5/10[4]
- GameSpot : 7/10[5]
- GamesRadar+ : 2,5/5[6]
- IGN : 5/10[7]
- Jeuxvideo.com : 10/20[8]
- PC Gamer US : 49 %[9]
- Polygon : 5/10[10]